# Goat Rocks
Die Goat Rocks sind ein erloschener Schichtvulkan in der Kaskadenkette zwischen dem Mount Rainier und dem Mount Adams im Süden des US-Bundesstaates Washington, der zuletzt im Pleistozän aktiv war.:10 Als einer der Kaskaden-Vulkane wurde er durch Subduktion der Juan-de-Fuca-Platte unter den westlichen Rand der Nordamerikanischen Platte gebildet. Der Vulkan war von etwa 3,2 Mio. Jahren bis zwischen einer und einer halben Million Jahre vor heute aktiv. Während seiner gesamten komplexen eruptiven Phase änderten sich die silizischen explosiven Eruptionen zu voluminösen mafischen Aktivitäten.
Der Vulkan und die ihn umgebende Goat Rocks Wilderness (1964 ausgewiesen) sind nach den zahlreichen Schneeziegen benannt, welche in dem Gebiet leben. Das variable Klima des Wildnisgebietes bietet verschiedenen Tieren Lebensraum, darunter Murmeltieren, Pfeifhasen, Hirschen und Wapitis. Verschiedene Gipfel des Wildnisgebietes können durch Klettertouren erstiegen werden. Wandern in dem Gebiet ist erlaubt. Das Gebiet ist voller Mineralien und Rohstoffe, darunter Kohle, Kobalt, Kupfer und unedle Metalle.

## Geographie und Geologie

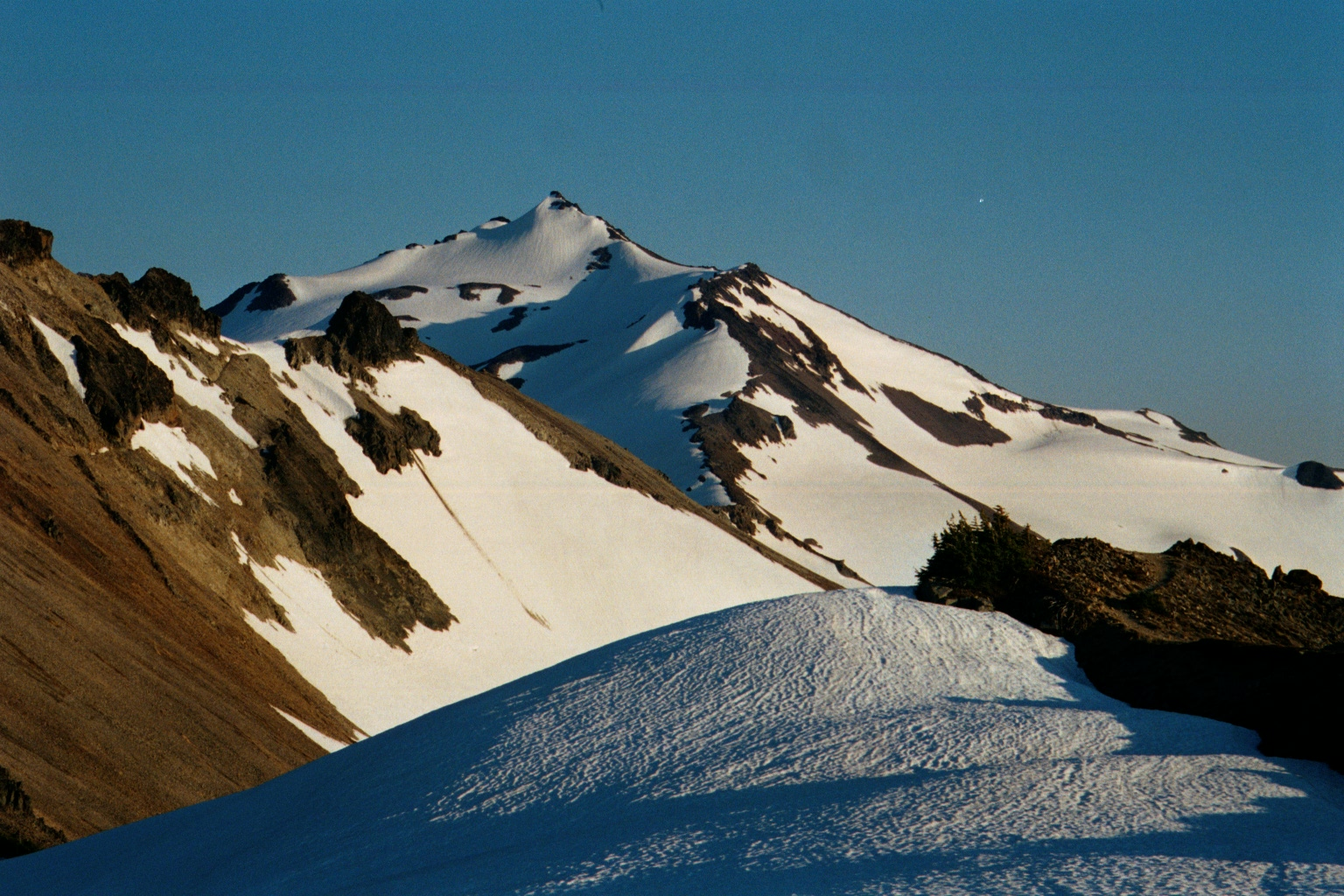
Der Old Snowy Mountain in der Goat Rocks Wilderness von Norden mit den schneebedeckten Gletschern McCall und Packwood, die den Gipfel flankieren

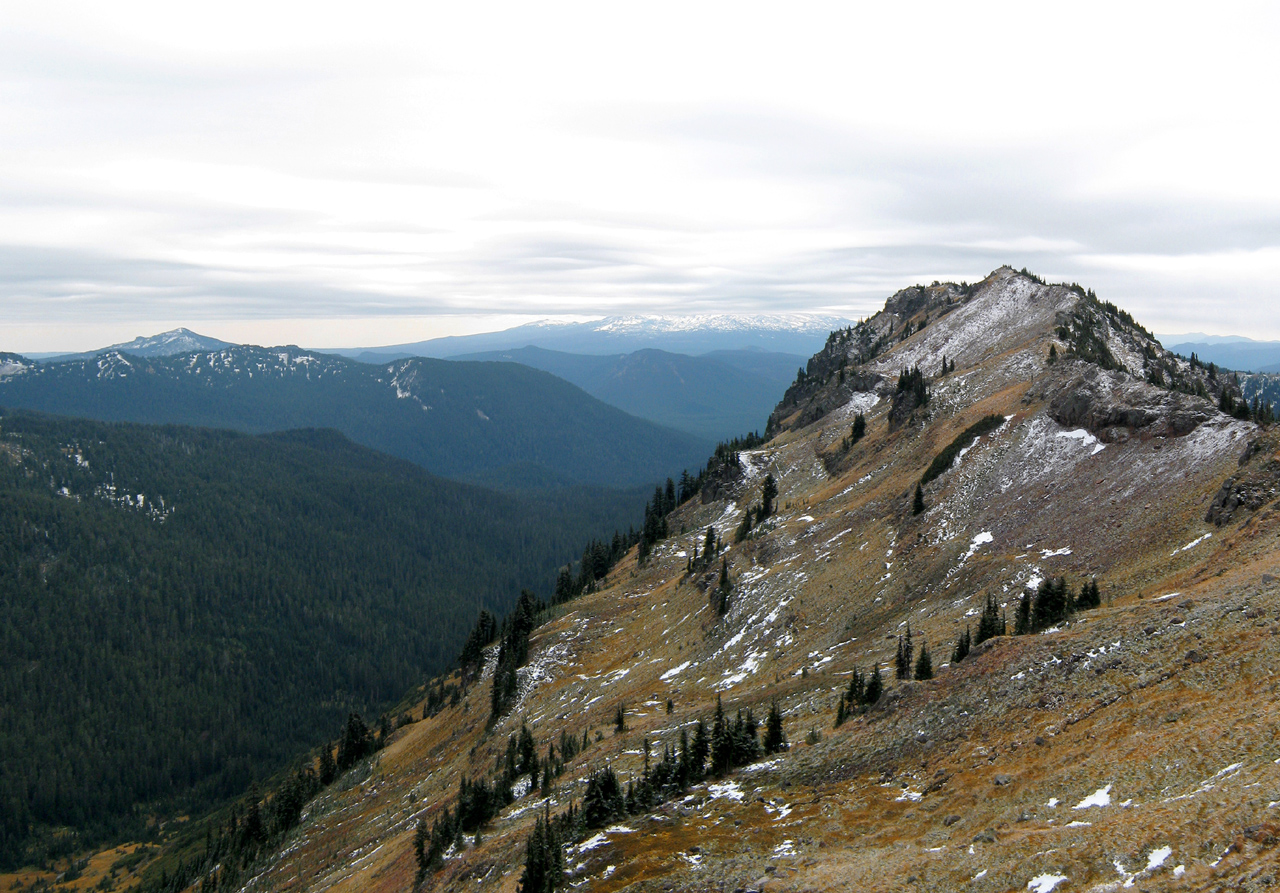
Die Goat Ridge mit Blick auf das Mount-AdamsMassiv

Der Vulkan Goats Rocks liegt im Süden von Washington, etwa 113 km westlich von Yakima,:161 auf etwa 46,5° N und 121,45° W.:160 Diese Region der Kaskadenkette wurde ursprünglich von Indianern besiedelt, die in der Umgebung des Vulkans jagten und fischten sowie die Wege als Handelsrouten nutzten.:2 Die Goat Rocks liegen in einer Zone periodischen Vulkanismus, welche viele kleine Vulkanschlote produzierte, darunter die Vulkanfelder am Mount Adams und Indian Heaven. Im Ostteil der Kaskadenkette gelegen, liegen die Goat Rocks im äußersten Nordwesten des Einzugsgebietes des Klickitat River. Als einer der Kaskaden-Vulkane, entstanden die Goat Rocks durch die Subduktion der ozeanischen Juan-de-Fuca-Platte unter den westlichen Teil der kontinentalen Nordamerikanischen Platte. Dieser Verwerfung, Cascadia-Subduktionszone genannt, fehlt die Tiefseerinne, die üblicherweise an konvergierenden Plattengrenzen gefunden werden kann, was möglicherweise durch die langsame Subduktionsrate erklärt werden kann. Nach der United States Geological Survey konvergieren die Nazca- und die Nordamerikanische Platte mit einer Rate von 3 … 4 Zentimetern pro Jahr, was nur der Hälfte ihrer Konvergenzrate von vor sieben Millionen Jahren entspricht.
Die Kaskaden-Vulkane in Washington sind auf vier Zonen beschränkt; die Goat Rocks bilden ein Segment des sich von Nord nach Süd bewegenden Mount-Adams-Belt, der außerdem die Tumac-Mountain-, die Mount-Adams- und die King-Mountain-Bruchzone umfasst. Von den vier Zonen enthält dieser die zweitmeisten Vulkane, die stark von kalk-alkalischen über tholeitische bis zu basaltischen Andesiten dominiert werden.:183–184 Die Goats Rocks und ihre unmittelbare Umgebung sind von prä-tertiären Grauwacken and Argilliten geprägt. Diese Ablagerungen werden von verschiedenen hervortretenden sich nordwärts ausdehnenden Störungen durchzogen.:1063 Diese Ablagerungen werden von känozoischen vulkanischen Gesteinen überlagert, zu denen die dicke eozäne Ohanapecosh-Formation gehört, die aus chemisch veränderten Basalten und Andesiten sowie Andesit-Bänken und dazitischen pyroklastischen Sedimenten zusammengesetzt ist. Im Gegensatz dazu besteht die darüberliegende Ohanapecosh-Schicht aus Quarz-haltigem silizischem Tuff, Rhyolith und anderen pyroklastischen Gesteinen.:3 Unter beiden Schichten findet sich die Russell-Ranch-Formation, etwa 2.300 … 3.000 Meter dick, welche Ablagerungen aus Lapilli und Tuff enthalten, die auf eine Caldera hindeuten, obwohl die Geologen keinen klaren Nachweis für eine solche Caldera in dieser Zone gefunden haben.:4
Zusammen mit dem Mount Adams, dem Mount Rainier und dem Mount St. Helens bilden die Goat Rocks ein Vulkan-Dreieck, ein Arrangement, das nirgendwo sonst in den Kaskaden gefunden werden kann. Dies könnte mit einer Zone in der mittleren Erdkruste zusammenhängen, die eine abnorm hohe elektrische Leitfähigkeit aufweist. Diese Zone ist der Southern Washington Cascades Conductor (SWCC), welcher von den Geologen nicht wirklich verstanden wird. Wissenschaftler vom United States Geodynamics Committee stellten 1994 eine Hypothese auf, dass diese Anomalie mit dem Vorstoß einer großen Ablagerung von Sedimentgestein gegen einen Kontinentalrand zusammenhängt. Hill et al. lehnten jedoch 2009 diese Sicht ab, weil sie nachweislich inkonsistent mit den makrotellurisch erstellten Karten des Gebiets sind. Stattdessen schlagen sie vor, dass die Anomalie mit dem Vulkanismus der Region verbunden ist, welcher durch partielles Schmelzen der Erdkruste bedingt ist.
Die Goat Rocks sind der älteste Schichtvulkan der Kaskadenkette, der nach der Columbia River Basalt Group gebildet wurde und hinsichtlich des Volumens mit etwa 60 Kubikkilometern grob mit dem Mount St. Helens vergleichbar bzw. kleiner als der Mount Baker ist. Grobe Schätzungen geben für die Zusammensetzung der Gesteine 40 % Tuff und Brekzie an.:10 Die Überbleibsel ihrer Lavaflüsse können in den Tälern von Tieton, Klickitat und Cispus River gefunden werden, deren Tiefe durch Erosion einer Reliefumkehr von Gebirgskämmen ähnelt. Diese Flüsse sind vollständig erodiert, zeugen jedoch von der einstigen Größe des Vulkans.:9

### Ausbrüche

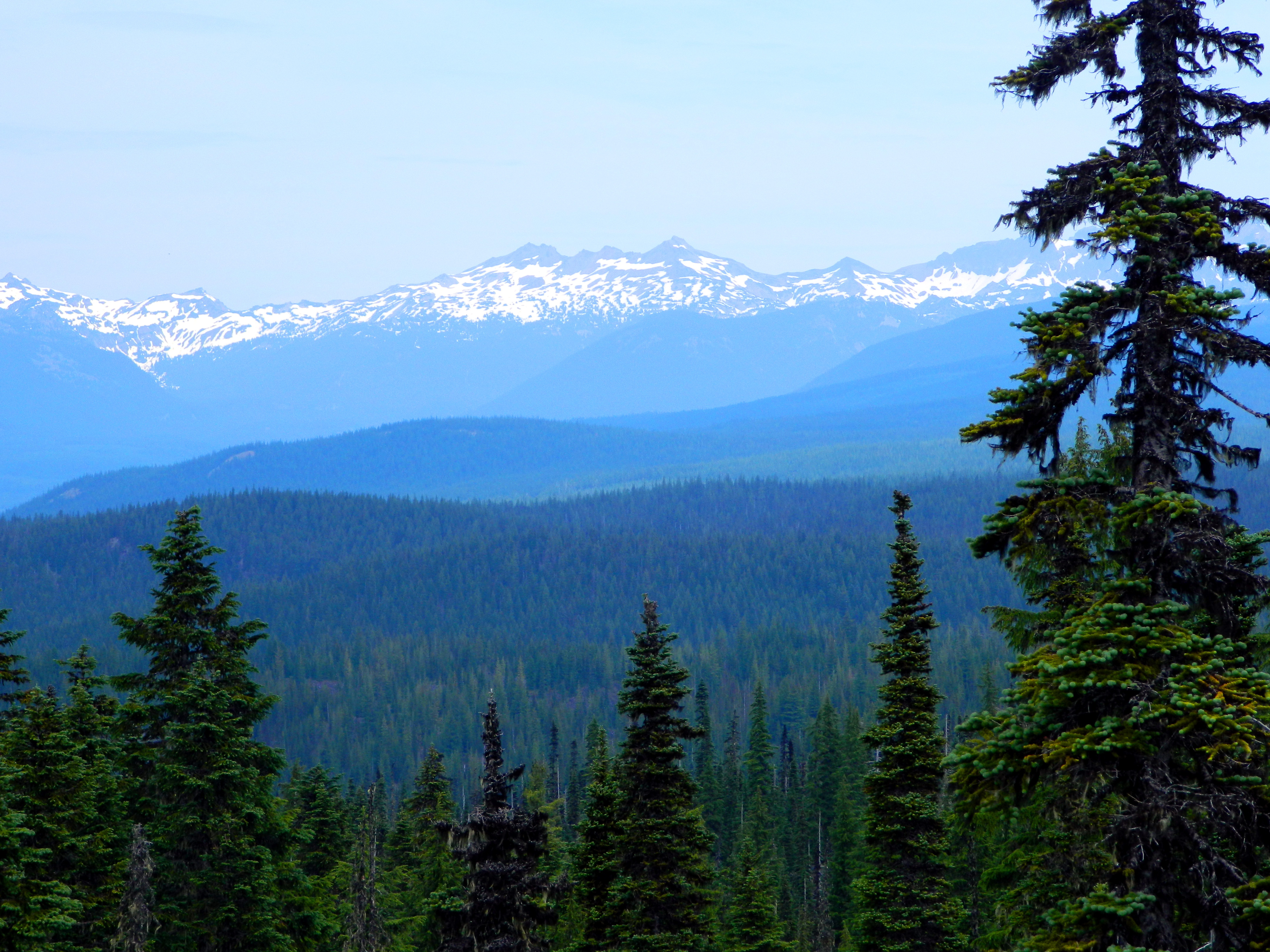
Der Goat-Rocks-Vulkan vom Mount Adams aus gesehen

Die Goat Rocks sind ein Schichtvulkan mit einer etwas komplizierten Geschichte der Ausbrüche. Sie wurden erstmals vor etwa 3,2 Millionen Jahren während des Pliozäns aktiv. Die Ausbrüche waren zunächst explosiv:254 und schleuderten silizische Lava mit hochgradig felsischem Gestein wie Rhyolith an die Oberfläche. Eines dieser Ereignisse produzierte etwa 650 m hohe Ablagerungen aus Tuff, die an der Ostflanke des Berges zurückblieben. Vor drei Millionen Jahren änderten sich die Goat Rocks zu einem mafischen Vulkan, der Olivin und Basalt ausstieß. Als die Eruptionen sich bis ins Pleistozän fortsetzten, wurden die Lavaströme zunehmend andesitisch und enthielten hauptsächlich Pyroxene mit Einsprenglingen wie auch Hornblende-Mineralen. Diese andesitischen Lavaflüsse bildeten das Hauptgebäude des Vulkans vor etwa 2,5 bis 0,5 Millionen Jahren,:160 welches dem heutigen Mount Rainier geähnelt haben könnte.:213 Zu diesem Zeitpunkt hatten die Eruptionen der Goat Rocks sehr hohe Volumina; die Lava breitete sich fern des Vulkans aus,:160 wobei möglicherweise Satelliten-Schlote dazu beitrugen. Vor schätzungsweise einer Million Jahren erzeugten die Goat Rocks einen andesitischen Lavastrom, der etwa 80 km die Täler von Naches und Tieton River herabfloss, und der als längster andesitischer Lavafluss der Erde gilt.:160 Ein Großteil dieses Flusses ist seither rund um den Vulkan durch plutonische Dykes unterbrochen, welche ein radiales Arrangement um den Kern des Vulkans formen. Als die Erosion großflächig einsetzte, blieb der Vulkan aktiv und produzierte mehr andesitische Lavaflüsse mit Hornblende. Die eruptive Aktivität setzte sich am Old Snowy Mountain bis ins mittlere bis späte Pleistozän fort und erzeugte auch hier andesitische Lavaströme mit Hornblende, die letztendlich durch Gletscher ins Tal des Cispus River verschoben wurden; ob der Old Snowy Mountain ein Schlot der Goat Rocks oder ein unabhängiger Vulkan ist, bleibt nach wie vor unklar.:161 Hornblende-Andesite können auch am höchsten Punkt der Goat Rocks Wilderness, dem Gilbert Peak, gefunden werden.:161
Der Hogback Mountain, ein Schildvulkan nördlich der Goat Rocks und südlich des White Pass, wurde von Siebert et al. (2010) als Satelliten-Schlot der Goat Rocks identifiziert. Mit einer Höhe von 700 Metern schleuderte er mehr als 200 m mächtige Schichten von Olivin-Basalten und basaltischen Andesiten vom Ende des Pliozäns bis ins frühe Pleistozän aus.:161 Die Eruptionen der Goat Rocks formten ein ausgebreitetes, ca. 30 km × 15 km großes Vulkanfeld, das von kleinen Lavadomen im Norden geprägt ist.:9

### Vereisung
Obwohl er einst ein hochgetürmter Schichtvulkan gewesen sein mag,:253 unterlagen die Goat Rocks intensiver Erosion seit ihrem Erkalten.:3 Als dereinst die Eruptionen aufhörten, hatten die Gletscher wie auch die hydrothermale Metasomatose des Vulkaninnern die Schichten vulkanischer Asche und Lavaablagerungen abgeschoben und so die felsigen vertikalen Lava-Monolithen (engl. „lava spines“) freigelegt, wo das Magma in den Vulkankanälen abgekühlt und so hart wurde.:254 Nahezu aller verbliebener vulkanischer Schutt wurde teilweise von jüngerem Gestein überlagert.:10
Das Goat-Rocks-Gebiet ist trotz seiner moderaten Höhe und südlichen Lage (verglichen mit dem Rest der Kaskaden) bemerkenswert intensiv vergletschert. Vier große Gletscher bedecken die nördlichen und nordöstlichen Hänge der Gipfel: der Conrad-Gletscher,:72 der McCall-Gletscher,:71 der Meade-Gletscher:72 und der Packwood-Gletscher;:334 außerdem gibt es zahlreiche kleinere permanente Schneefelder.:70–73

### Hauptgipfel in der Umgebung der Goat Rocks
Der Goat-Rocks-Vulkan und seine Umgebung rriieren in der Höhe von 914 bis zu 2500 Metern  an ihrem höchsten Punkt, dem Gilbert Peak. Wegen der intensiven Vergletscherung und Erosion sind die meisten Gipfel um die Goat Rocks eher mäßig hoch.
| Gipfel                              | Höhe    | Koordinaten           | Quelle |
| ----------------------------------- | ------- | --------------------- | --- |
| Gilbert Peak (Mount Curtis Gilbert) | 2.494 m | 46° 29′ N, 121° 25′ W | Gilbert Peak, Washington. Abgerufen am 21. Juni 2018 (englisch). |
| Big Horn                            | 2.438 m | 46° 30′ N, 121° 25′ W | Big Horn, Washington. Abgerufen am 21. Juni 2018 (englisch). |
| Old Snowy Mountain                  | 2.402 m | 46° 31′ N, 121° 27′ W | Old Snowy Mountain, Washington. Abgerufen am 21. Juni 2018 (englisch).                                                                                                   |
| Goat Ridge                          | 2.068 m | 46° 31′ N, 121° 30′ W | Goat Ridge, Washington. Abgerufen am 21. Juni 2018 (englisch). |
| Hawkeye Point                       | 2.265 m | 46° 31′ N, 121° 30′ W | Hawkeye Point, Washington. Abgerufen am 21. Juni 2018 (englisch). |
| Ives Peak                           | 2.414 m | 46° 30′ N, 121° 27′ W | Ives Peak, Washington. Abgerufen am 21. Juni 2018 (englisch). |
| Tieton Peak                         | 2.369 m | 46° 31′ N, 121° 24′ W | Tieton Peak, Washington. Abgerufen am 21. Juni 2018 (englisch). |
| Devils Horn                         | 2.146 m | 46° 31′ N, 121° 22′ W | Devils Horn, Washington. Abgerufen am 21. Juni 2018 (englisch). |
| Johnson Peak                        | 2.282 m | 46° 32′ N, 121° 30′ W | Johnson Peak, Washington. Abgerufen am 21. Juni 2018 (englisch). |
| Bear Creek Mountain                 | 2.236 m | 46° 32′ N, 121° 21′ W | Bear Creek Mountain, Washington. Abgerufen am 21. Juni 2018 (englisch).                                                                                                  |
| Chimney Rock                        | 2.033 m | 46° 34′ N, 121° 29′ W | Chimney Rock. In: Geographic Names Information System. United States Geological Survey, United States Department of the Interior, abgerufen am 21. Juni 2018 (englisch). |
| Hogback Mountain                    | 2.071 m | 46° 36′ N, 121° 24′ W | Hogback Mountain, Washington. Abgerufen am 21. Juni 2018 (englisch). |

## Wildnisgebiet

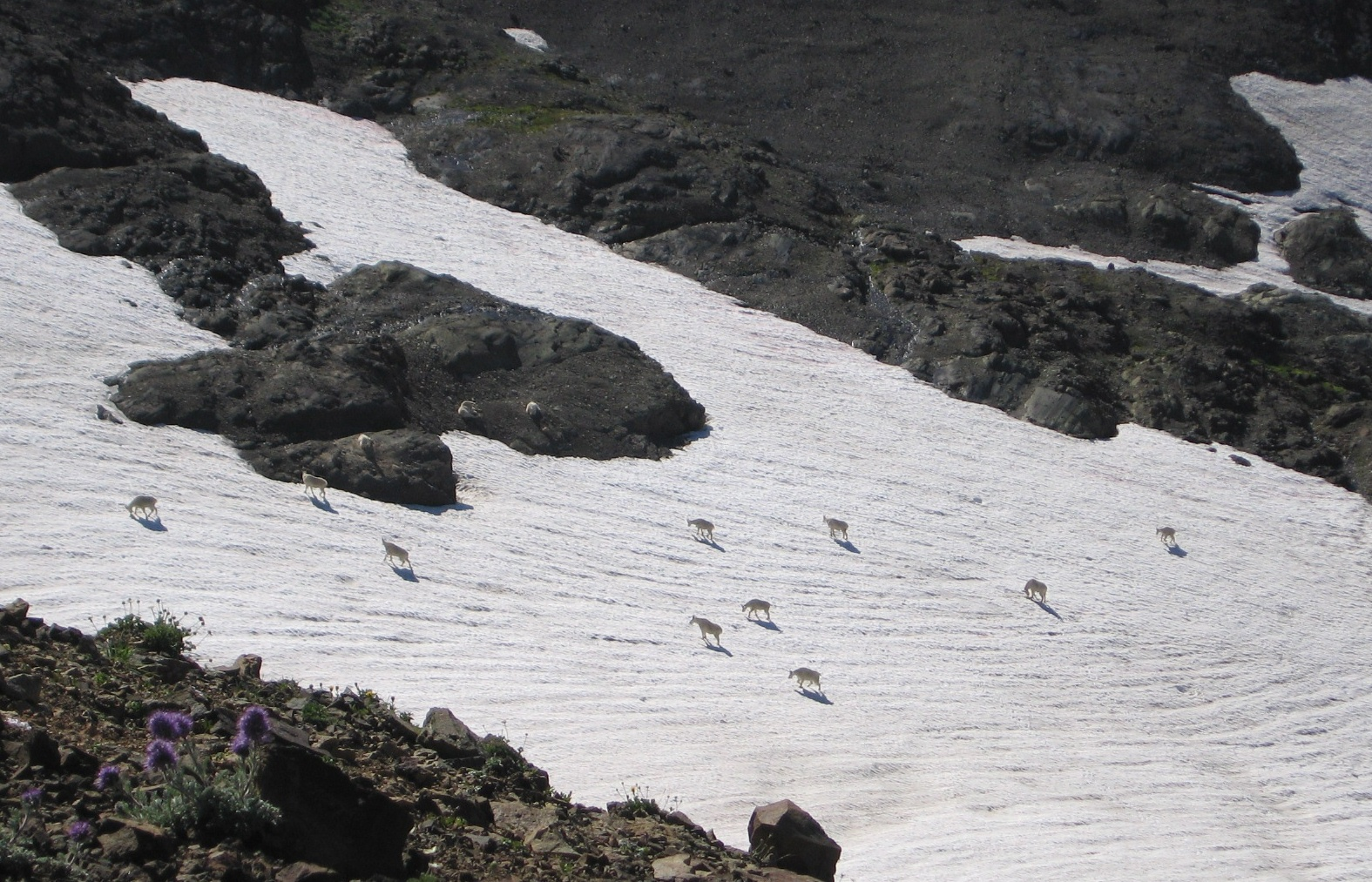
Eine Herde Schneeziegen, vom Pacific Crest Trail aus gesehen

Das Land rings um die Goat Rocks wurde im Februar 1931 erstmals durch das Landwirtschaftsministerium der Vereinigten Staaten geschützt, als schätzungsweise 18.000 ha vorläufig unter Schutz gestellt wurden. Diese Fläche wurde 1935 auf 29.315 ha und 1940 nochmals auf 33.459 ha erweitert. Der Kongress schuf 1964 die Goats Rock Wilderness als Teil des National Wilderness Preservation System und übergab das Management an den United States Forest Service. Seit 1984 noch einmal einige Flächen angefügt wurden, umfasst sie heute 43.745 ha zwischen dem Mount Rainier und dem Mount Adams und erstreckt sich über den Gifford Pinchot National Forest und den Okanogan-Wenatchee National Forest. Sie wird im Südosten von der Yakama Indian Reservation begrenzt.
Das Wildnisgebiet schwankt in der Höhe zwischen 914 und 2.500 Metern. Es bietet alpine Tundren (Matten) mit Gletschern, kleinen Seen und Tümpeln wie auch 15 verschiedene Wanderrouten mit einer Gesamtlänge von 193 Kilometern. Einer dieser Wege bildet den höchsten Abschnitt des berühmten Pacific Crest Trail in Washington,:75 der über 50 km von Nord nach Süd durch das Zentrum des Wildnisgebietes verläuft. Weil diese Strecke in solcher Höhe verläuft, können die Wanderer heftigen Stürmen ausgesetzt sein, die für unvorbereitete Gruppen gefährlich werden können.:76 Ein Großteil des Wildnisgebietes liegt oberhalb der Waldgrenze und bietet Aussichten auf die alpine Landschaft.

### Klima, Flora und Fauna
Das Wetter im Wildnisgebiet wechselt stark, da die Berge als Barriere für Wolken und Wärme fungieren. Die Kaskadenkette bilden eine Sperre für Feuchtigkeit transportierende Stürme und zwingen die Luftmassen, aufzusteigen und so abzukühlen. Diese abgekühlte Luft kann nicht so viel Feuchtigkeit aufnehmen wie die wärmere, so dass heftige Niederschläge (bis zu 3.810 mm jährlich) an den Westflanken des Gebirges auftreten,:1 welche zu dichter Bewaldung führten. Die Schneefälle umfassen in Summe typischerweise mehr als 8 m jährlich, so dass die Schneemassen teilweise noch im Juli oder August vorhanden sind. In den wärmeren Monaten fließt das Schmelzwasser in Seen und lässt diese stets gefüllt sein. Weil die Berge so hoch sind, können die Sturmwolken steckenbleiben, selbst wenn der Sturm selbst weiterzieht, was ganzjährig zu Schneestürmen und Frost führen kann. Unter extremen Bedingungen gefährden diese Sturmzellen Wanderer durch hohe Windgeschwindigkeiten, Nebel, Schnee und Regen, was das Wandern potenziell unmöglich machen kann. Auf der Ostseite der Berge erwärmt sich die Luft wieder beim Abstieg und erzeugt Fallwinde, vergleichsweise geringe Niederschläge und in der Folge weniger bewaldete Landschaften. Aufgrund dieser Bedingungen sind die Temperaturen auf der Westseite der Berge stabil, wogegen die Temperaturen auf der Ostseite stark variieren.:1–2
Die Goat Rocks erhielten ihren Namen von einer Schneeziegen-Population, die rund um den Berg beobachtet werden kann. Weitere Faunenelemente der Hochlagen sind Murmeltiere und Pfeifhasen. Hirsche und Wapitis können unterhalb der Waldgrenze beobachtet werden, darunter Maultierhirsche (die Unterart der Schwarzwedelhirsche ist allgemein verbreitet):2, Roosevelt-Wapitis (Cervus canadensis roosevelti) und Rocky-Mountain-Wapitis (Cervus canadensis nelsoni), welch letztere 1913 aus dem Yellowstone National Park eingeführt wurden.

### Klettern und Erholung
Old Snowy Mountain und Gilbert Peak, zwei der Gipfel in der Goat Rocks Wilderness, werden regelmäßig von Wanderern und Bergsteigern aufgesucht. Beide gelten als abgelegene Gipfel, obwohl der Old Snowy Mountain der zugänglichere der beiden ist.:345 Dies macht ihn zusammen mit dem leichteren Aufstieg zum populäreren Kletterziel. Es gibt mehrere Routen auf den Gipfel, die 5–6 Stunden in Anspruch nehmen und 1.097 Höhenmeter überwinden. Auf einem 23 km langen Rundweg kann der Old Snowy erklettert oder über Gletscher erwandert werden, auch wenn ein Trail existiert. Vom Gipfel aus können die Ersteiger den Mount St. Helens und den Mount Rainier in der Ferne erkennen.:345 Weil das Gebiet großflächig mit lockerem Bergschutt und Felsen bedeckt ist, besteht Lawinengefahr.:347
Die Erstbesteigung des Gilbert Peak erfolgte 1899 durch Fred G. Plummer. Der Aufstieg umfasst ebenfalls 1.097 Höhenmeter und erfordert 6–8 Stunden für den Aufstieg selbst sowie die Zeit für den 26 km langen Rundweg. Weil die Routen länger und wegen des losen Gerölls technisch anspruchsvoller sind, gilt die Ersteigung des Gilbert als schwieriger als die des Old Snowy Mountain. Die meisten Bergsteiger tendieren dazu, den Gilbert Peak früh in der Klettersaison zu ersteigen, wenn die Schneedecken dünn sind.:347
Die vom Forest Service erlaubten Erholungsaktivitäten umfassen Tageswanderungen, Reiten und Fernwanderungen. Weil die Goat Rocks Teil des National Wilderness Preservation System sind, sind Motorfahrzeuge und -transportmittel verboten. Das schließt Motorräder, Wagen, Motorboote und Helikopter mit ein. Eine kostenlose Genehmigung ist für das Betreten des Wildnisgebietes erforderlich.

### Rohstoffe
Im Hinblick auf mineralische Rohstoffe kann das Gebiet der Goat Rocks in drei Segmente geteilt werden, von denen jedes andere Minerale enthält. Die ersten beiden werden Packwood Glacier–McCall Basin (dt. „Packwood-Gletscher–McCall-Becken“) und Glacier Basin (dt. „Gletscher-Becken“) genannt:10 und befinden sich nahe den ehemaligen Vulkanschloten. Diese Gebiete zeigen anormale Gehalte an Kobalt, Kupfer, Blei, Molybdän, Nickel und Zink, feinverteiltem Pyrit und stellenweisen Konzentrationen von Silber.:1064 Das dritte Gebiet hängt mit dem Clear Fork Cowlitz River zusammen und liegt entlang der Kontaktzone zwischen dem Goat-Rocks-Vulkan und den älteren Vulkanen im Osten.:11 Es ist von den anderen beiden Gebieten getrennt und zeigt anormale Gehalte an Barium, Kobalt, Kupfer und Mangan, außerdem geringere Mengen an Blei, Molybdän, Nickel und Zink. Weitere im dritten Gebiet zu findende Minerale sind Baryt, Bor, Zinnober, elementares Quecksilber, Pyrit und Zinn, die aus dem Flusssediment stammen. Das Wasser enthält hohe Konzentrationen von Chlor, Kupfer, Fluor und Molybdän. Die durch Metasomatose veränderten Gesteinen enthalten Arsen, Blei, Mangan, Molybdän und Zink in außerordentlich hohen Konzentrationen. Die Umgebung der Goat Rocks scheint große Lagerstätten unedler Metalle zu bergen. Außerhalb des untersuchten Gebiets wurde Kohle an den Gletscherfeldern des Packwood und des Cowlitz gefunden; Baustoffe wie Steine und Schotter werden im Norden und Westen des Vulkans gebrochen. Die potenziellen Öl- und Gas-Reserven des Goat-Rocks-Gebietes bleiben unentdeckt. Weil während des Holozäns (innerhalb der letzten 11.700 Jahre) keine vulkanische Aktivität zu beobachten war, haben die Goat Rocks nur ein sehr geringes Potenzial für die Nutzung der Geothermie.:12
Claims für drei Gang-Minen und eine einzelne Kohlenmine existieren in der Goat Rocks Wilderness, aber das United States Bureau of Mines (vergleichbar den deutschen Bergämtern) hat keine Berichte über Förderungen auf den Claims. Historisch gesehen sind zwei Claims im Gebiet abgesteckt worden: 1934 der Mosquito-Gang nahe dem Walupt Lake und 1939 der Glacier-Gang nahe dem Packwood-Gletscher. Keiner zeigt Hinweise auf eine Erschließung und beide Lagerstätten sind heute verlassen. Die Bergleute könnten von Neuigkeiten über Gold-, Silber- und Kupferfunde entlang der Brekzie- und Scherzone im Norden des Wildnisgebietes angezogen werden.:7